# Battaglia di Rivoli
La battaglia di Rivoli fu uno degli scontri decisivi combattuti dalle truppe francesi dell'Armata d'Italia, al comando del generale Napoleone Bonaparte, contro l'esercito austriaco, durante la prima campagna d'Italia, nel corso della guerra della Prima coalizione.
Dopo una serie di insuccessi, il comandante in capo austriaco, il feldmaresciallo Joseph Alvinczy, sferrò nel gennaio 1797 un'ultima controffensiva dal Tirolo per sconfiggere l'esercito francese e sbloccare la fortezza di Mantova, sottoposta ad un lungo assedio. Dal 14 gennaio 1797 si combatté la battaglia di Rivoli: le truppe austriache, frammentate in numerose colonne separate, furono contrattaccate e progressivamente distrutte dai francesi che dimostrarono ancora una volta spirito offensivo e grande rapidità di marcia. L'esercito austriaco fu praticamente distrutto e la battaglia determinò poco tempo dopo la caduta di Mantova, ormai impossibilitata a ricevere rinforzi, e la vittoria definitiva francese in Italia settentrionale.
La battaglia di Rivoli fu la più brillante vittoria dell'Armata d'Italia durante la campagna del 1796-1797 e viene considerata la prima vera battaglia di annientamento combattuta e vinta da Napoleone Bonaparte nel corso della sua lunga e prestigiosa carriera.

## Antefatti
Tra ottobre e novembre del 1796, l'esercito del generale Alvinczy era sceso in Italia settentrionale, attraversando la pianura veneta con il suo esercito mentre un secondo distaccamento, guidato dal generale Davidovich stava procedendo in direzione di Mantova lungo la valle dell'Adige. Dopo aver fallito nel fermare gli austriaci nei pressi di Bassano, Napoleone era arretrato, riportandosi nei pressi di Verona. Nuovamente sconfitto nei pressi di Caldiero, programmò un nuovo attacco, stavolta indirizzato alle retrovie dell'esercito imperiale. Quest'ultimo tentativo ebbe successo: gli imperialo furono sconfitti ad Arcole e costretti ad una ritirata. Pochi giorni dopo stessa sorte toccò a Davidovich, cacciato dalla posizione di Rivoli. Cacciate queste due armate austriache, il pericolo rappresentato dagli uomini di Alvinczy era stato, sebbene solo momentaneamente, allontanato. I francesi, comunque, erano ben consapevoli che presto sarebbero tornati per cercare di liberare Mantova dall'assedio di Sérurier.
All'inizio del 1797 Napoleone era in grado di schierare sul fronte italiano 34 000 uomini (oltre ai 10 000 impegnati nell'assedio di Mantova) e 78 cannoni campali contro un avversario in grado di schierare 45 000 effettivi. Come in altri tentativi austriaci di liberare Mantova, le truppe di Alvinczy avevano tre modi per avvicinarsi alla città: scendere lungo l'Adige, arrivare a Vicenza attraverso la valle del Brenta, o passare per la valle del fiume Chiese piombando sulle retrovie francesi. Di conseguenza, Bonaparte dovette coprire tutte queste possibili linee d'avanzata, non conoscendo le intenzioni del nemico. Per evitare il ripetersi di situazioni di difficoltà, emerse nelle precedenti fasi della campagna, Bonaparte ordinò la costruzione di fortificazioni lungo il basso corso dell'Adige e riorganizzò il sistema di comunicazioni. Il generale Joubert venne schierato nei pressi di Rivoli Veronese, sul lato est del lago di Garda, con le spalle coperte da Andrea Massena e le sue truppe, stanziate a Verona, in funzione di riserva; il generale Augereau si trovava invece a sud di Ronco all'Adige, mentre Rey venne messo a guardia delle rive ovest del Garda.
Nei primi giorni dell'anno (8 gennaio) Alvinczy lanciò alcuni attacchi minori contro le truppe dei generali Massena ed Augereau, respingendo quest'ultimo fino a Legnago. Napoleone, allarmato, l'11 gennaio si precipitò immediatamente al quartier generale di Roverbella per controllare meglio l'andamento del fronte, ansioso di capire qual era la vera direttrice d'attacco austriaca. Questa si rivelò il 12 gennaio quando Joubert, presso Rivoli Veronese, fu investito dall'attacco di una consistente formazione nemica. Contemporaneamente 6 200 austriaci agli ordini di Bajalics attaccarono Verona e altri 9 000 soldati di Provera misero sotto pressione Augereau a Legnago. Bonaparte, resosi conto che Rivoli era il punto-chiave degli scontri, ordinò a Massena e Rey di marciare immediatamente per quella località, dove nel frattempo Alvinczy aveva fatto convergere 28 000 uomini.

## Le forze in campo
Francesi:

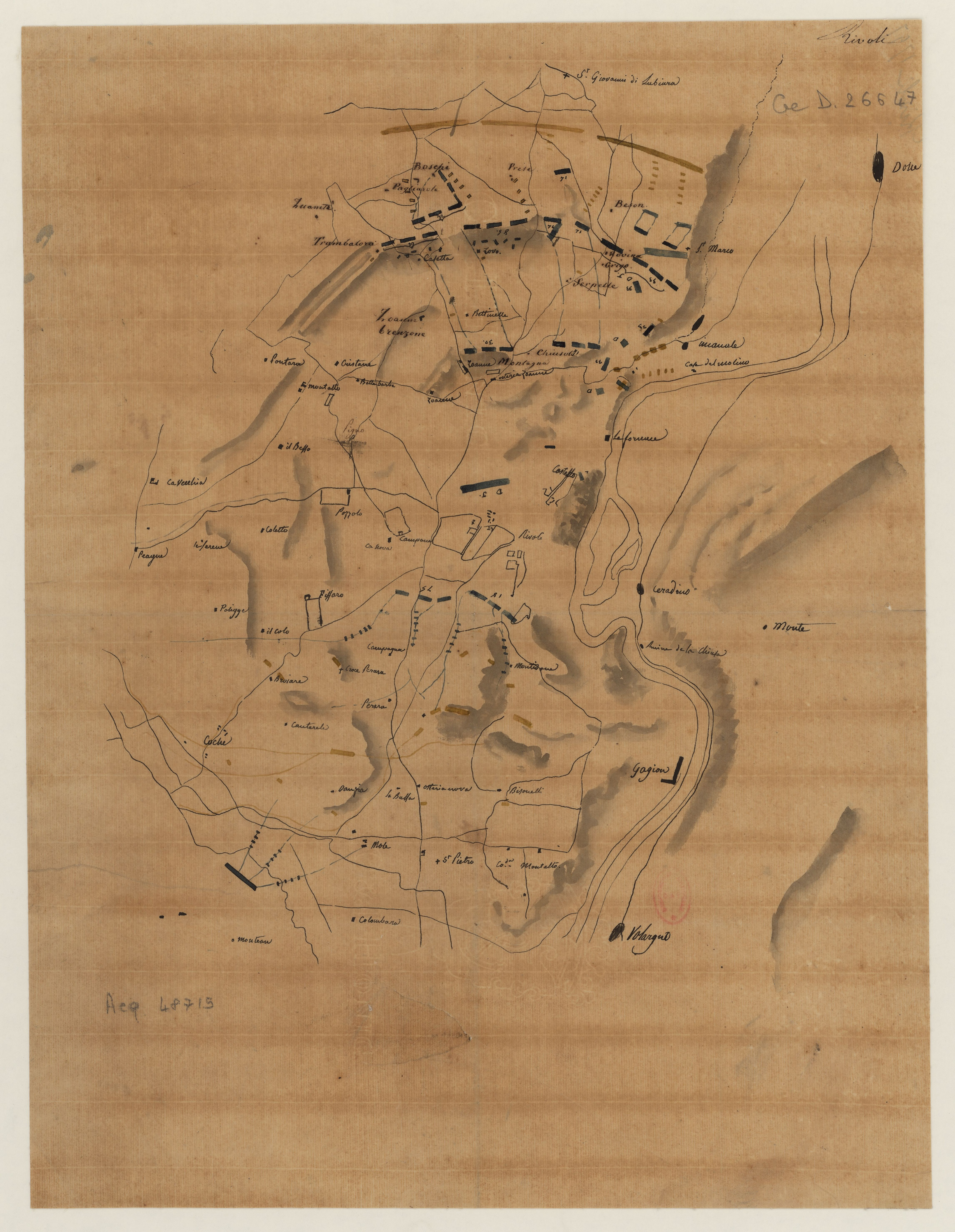
Schema della battaglia

Comandante in capo: Napoleone Bonaparte

4.e Demi-Brigade de ligne
5.e Demi-Brigade de ligne
6.e Demi-Brigade de ligne
9.e Demi-Brigade de ligne
11.e Demi-Brigade de ligne
12.e Demi-Brigade de ligne
13.e Demi-Brigade de ligne
14.e Demi-Brigade de ligne
18.e Demi-Brigade de ligne
19.e Demi-Brigade de ligne
25.e Demi-Brigade de ligne
29.e Demi-Brigade de ligne
30.e Demi-Brigade de ligne
32.e Demi-Brigade de ligne
33.e Demi-Brigade de ligne
39.e Demi-Brigade de ligne
40.e Demi-Brigade de ligne
43.e Demi-Brigade de ligne
45.e Demi-Brigade de ligne
51.e Demi-Brigade de ligne
55.e Demi-Brigade de ligne
57.e Demi-Brigade de ligne
58.e Demi-Brigade de ligne
61.e Demi-Brigade de ligne
63.e Demi-Brigade de ligne
64.e Demi-Brigade de ligne
69.e Demi-Brigade de ligne
75.e Demi-Brigade de ligne
79.e Demi-Brigade de ligne
85.e Demi-Brigade de ligne
88.e Demi-Brigade de ligne
93.e Demi-Brigade de ligne
11.e Demi-Brigade de légère
12.e Demi-Brigade de légère
20.e Demi-Brigade de légère
22.e Demi-Brigade de légère
29.e Demi-Brigade de légère
3.e Regiment de dragons
5.e Regiment de dragons
8.e Regiment de dragons
9.e Regiment de dragons
15.e Regiment de dragons
18.e Regiment de dragons
20.e Regiment de dragons
10.e Regiment de chasseurs a cheval
13.e Regiment de chasseurs a cheval
15.e Regiment de chasseurs a cheval
19.e Regiment de chasseurs a cheval
22.e Regiment de chasseurs a cheval
24.e Regiment de chasseurs a cheval
25.e Regiment de chasseurs a cheval
1.e Regiment de hussards
7.e/bis Regiment de hussards
Forza totale: 18000 fanti, 4000 sciabole, 60 cannoni
Austriaci:
Comandante in capo: Feldzugmeister Barone Alvinczy

Infanterie Regiment Hoch und Deutchmeister N.4 (1º, 2º e 3º battaglione)
Infanterie Regiment Huff N.8 (3º battaglione)
Infanterie Regiment Michael Wallis N.11 (3º battaglione)
Infanterie Regiment Reisky N.13 (3 compagnie)
Infanterie Regiment Klebeck N.14 (2 battaglioni)
Infanterie Regiment Preiss N.24 (1º, 2º e 3º battaglione)
Infanterie Regiment Brechainville N.25 (1 battaglione)
Infanterie Regiment Strassoldo N.27 (1 battaglione)
Infanterie Regiment Nadasdy N.39 (1º, 2º e 3º battaglione)
Infanterie Regiment Erbach N.42 (2 battaglioni)
Infanterie Regiment Callenberg N.54 (1º battaglione)
Grenadier Bataillon Khëvenhüller
Grenz-Infanterie Regiment Walachen (2º e 3º battaglione)
Grenz-Infanterie Regiment Cārlstadt (4º, 5º, 7º e 9º battaglione)
Grenz-Infanterie Regiment Banalisten (5º battaglione)
Grenz-Infanterie Regiment Banater (2º battaglione)
Freicorps Gyulai (2 battaglioni)
Jaegercorps Kurz (1 battaglione)
Husaren Regiment Wurmser N.8 (2 squadroni)
- Corpo del Feldmarshalleutnant marchese di Provera, su:

Infanterie Regiment Allvintzy N.19 (3º battaglione)
Infanterie Regiment Gyulai N.32 (1º, 2º e 3º battaglione)
Infanterie Regiment Joseph Colloredo N.57 (3º battaglione)
Wiener Freiwilligen (1 battaglione)
Infanterie Regiment Callenberg N.54 (1º battaglione)
Grenz-Infanterie Regiment Waradsiner (4º, 5º e 9º battaglione)
Husaren Regiment Erdödy N.11 (2 squadroni)
Forza totale: 28000 uomini, 90 cannoni

## La battaglia

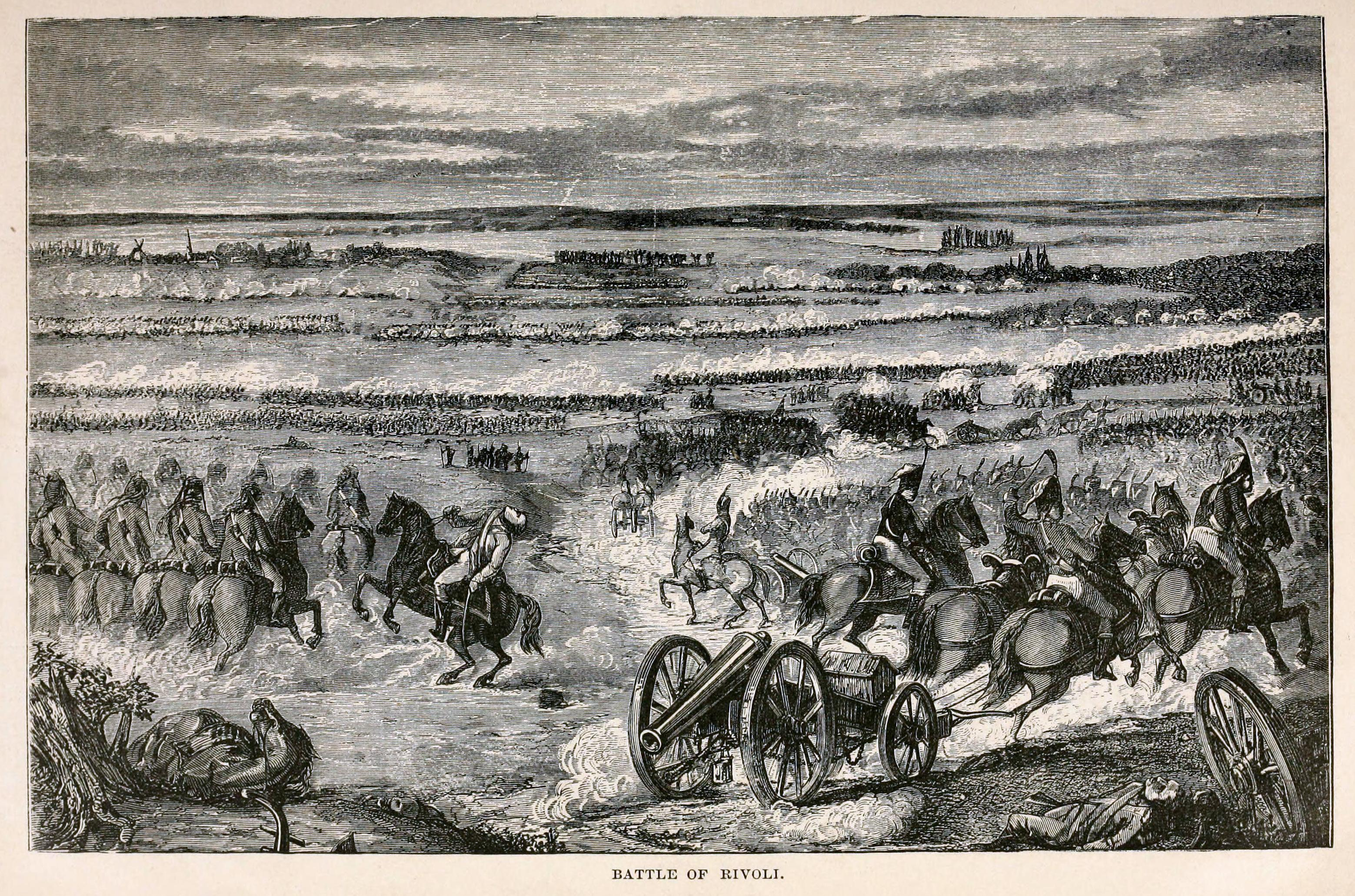
Battaglia di Rivoli, James Dabney McCabe, 1877

L'altopiano di Rivoli, luogo della battaglia, favorì le truppe francesi in difesa: da Verona infatti vi erano diverse strade che portavano alla piccola cittadina dell'attuale Veneto, mentre da nord la concentrazione delle truppe austriache era ostacolata dal Monte Baldo, dal Monte Magnone e da altre alture fiancheggianti l'Adige; da nord, quindi, le strade per arrivare a Rivoli (unici punti attraversabili anche dalle artiglierie e dai carriaggi) erano soltanto due, ma solo quella della riva occidentale dell'Adige garantiva un accesso diretto, passando però per la gola di Osteria presso la Dogana. Oltre a non sfruttare a dovere la vittoria su Joubert riportata il 12 gennaio, Alvinczy commise anche l'errore di dividere il suo esercito, con tutti i problemi di comunicazione e di coordinazione che ne derivarono, in sei colonne al comando dei generali Quosdanovich, Lusignan, Lipthay, Köblös, Ocskay e Vukassovich. Lipthay, Köblös e Ocskay avrebbero attaccato frontalmente da nord dalle colline di Trombalore, privi però dell'artiglieria; Lusignan e Vukassovich avevano il compito di aggirare, rispettivamente da ovest e da est, le truppe napoleoniche; infine, i 7 000 soldati di Quosdanovich si sarebbero dovuti impadronire, appoggiati dall'artiglieria, della gola di Osteria dopo aver scacciato i baluardi francesi dal Monte Magnone.

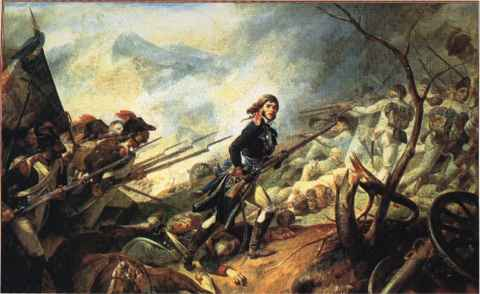
Joubert lancia il contrattacco a Rivoli

Nel frattempo Napoleone si era unito a Joubert senza aspettare il grosso dell'esercito, le cui prime avanguardie vennero avvistate alle 6:00 del 14 gennaio 1797. Subito tutti gli uomini di Joubert vennero inviati a riconquistare la cappella di San Marco (fondamentale per tenere la gola di Osteria) e il terreno davanti Köblös e Lipthay, mentre una brigata del neo-arrivato Masséna fu spedita a coprire la valletta del fiume Tasso, sulla sinistra dello schieramento francese. All'alba 10 000 soldati e 18 cannoni francesi iniziarono a far fuoco sui 12 000 austriaci di Lipthay, Köblös e Ocskay, che però ressero bene all'urto e minacciarono addirittura di accerchiare la postazione della cappella di San Marco, venendo fatti indietreggiare solo dalle riserve di Masséna sopraggiungenti da Rivoli. Col passare delle ore tuttavia gli uomini di Alvinczy presero possesso del Monte Magnone e delle alture dominanti la gola di Osteria, aggravando la situazione dei francesi resa già ancora più precaria dalle truppe di Lusignan che, dopo una marcia durata tutta la mattinata, erano sbucate a sud di Rivoli minacciando le retrovie di Napoleone.
Proprio in quel momento, quando i francesi sembravano sopraffatti ed accerchiati su ogni lato, gli ufficiali dello staff di Napoleone iniziarono a guardarlo, in attesa di un qualsiasi comando. Con una calma innaturale, egli si limitò a rispondere: "Li abbiamo in pugno." 

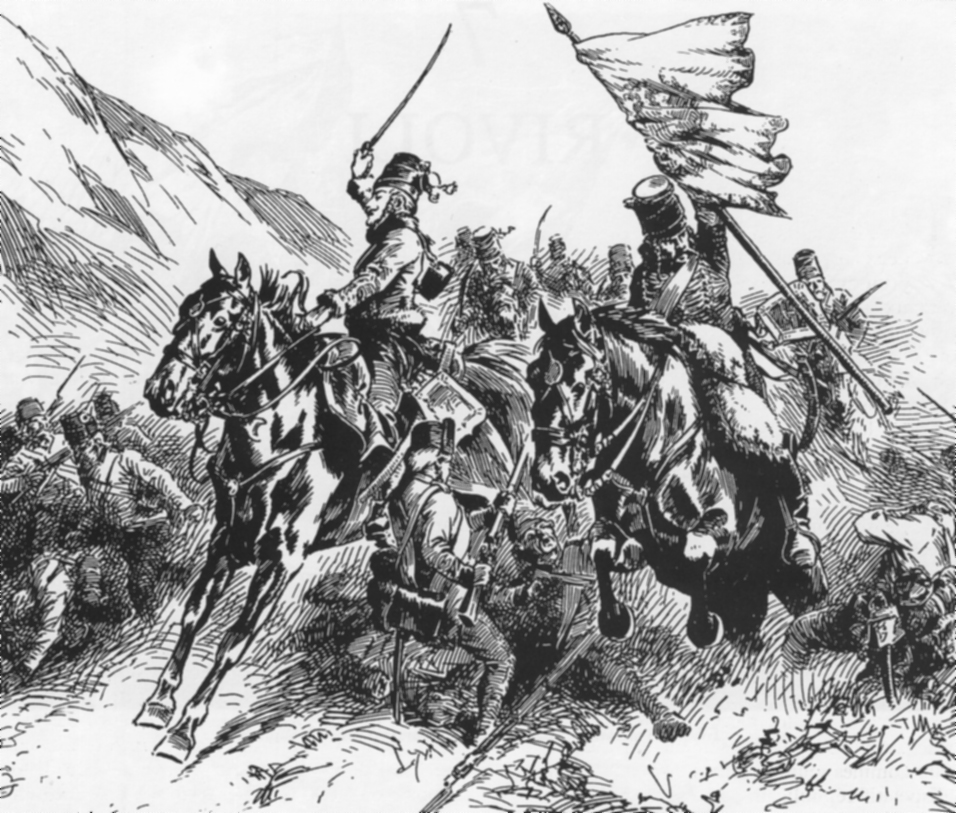
Lasalle carica la colonna austriaca a Pontare

Lasciata la XVIII demi-brigade a fronteggiare Lusignan, Napoleone rivolse nuovamente la sua attenzione ad Osteria, occupata alle 11:00 dai granatieri austriaci. Appurato che per il momento Köblös e Lipthay erano relativamente inattivi, Bonaparte spostò le brigate di Joubert ad est per contenere l'avanzata del nemico. Un fortunato colpo di cannone fece saltare in aria due carri di munizioni austriaci creando il caos, di cui subito approfittarono 500 tra fanti e cavalieri francesi comandanti dai generali Leclerc e Lasalle che rioccuparono la gola. Senza un attimo di tregua i soldati francesi vennero rimandati a respingere Köblös e Lipthay, manovra coronata dal successo. Anche Lusignan venne fermato, perdendo 3 000 uomini presi prigionieri tra Masséna, schierato a Rivoli, e Rey, in arrivo da sud.
Verso le 17:00 Bonaparte, sapendo che il generale austriaco Provera era in procinto di guadare l'Adige ad Angiari, decise di lasciare il comando a Joubert per andare a dirigere le operazioni attorno a Mantova, visto che ormai la situazione a Rivoli era completamente sotto controllo francese. Joubert, il 15 gennaio, respinse definitivamente presso la postazione di La Corona le tre colonne centrali austriache, la cui ritirata fu tagliata da Murat e Vial che controllavano i passi.
Le 3 000 perdite in vite umane subite dagli austriaci e gli 11 000 prigionieri che questi persero costituirono la più grande vittoria di Napoleone sino ad allora.

## Conseguenze

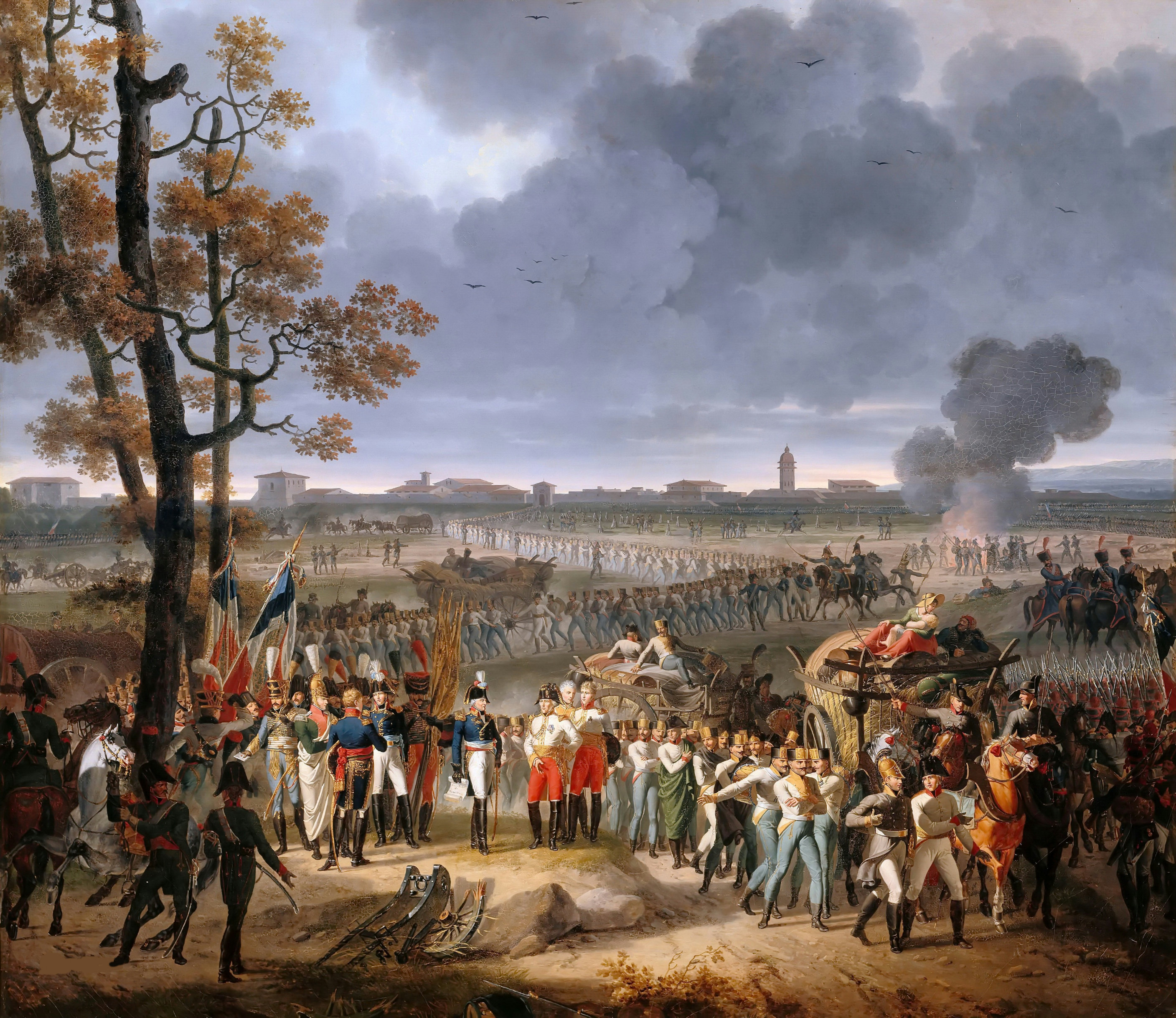
La resa di Wurmser

Alla battaglia seguì dopo alcuni giorni la caduta di Mantova, determinando di fatto il completo possesso francese dell'Italia settentrionale. Così, l'armata austriaca che nel dicembre del 1796 era scesa dal Tirolo per schiacciare i francesi, era completamente scomparsa in seguito a soli cinque giorni di combattimenti e marce forzate francesi. Masséna, come ricompensa per i servigi resi a Rivoli, venne nominato "duca di Rivoli".
Rimossi tutti gli ostacoli Napoleone si rivolse allora contro papa Pio VI che dovette firmare la pace di Tolentino, e subito mosse contro gli eserciti austriaci che lo stesso arciduca Carlo d'Austria stava radunando, aprendosi la strada fino a Vienna. L'Imperatore austriaco fu costretto ad accettare la pace di Campoformio (17 ottobre 1797), ponendo fine alla "Prima coalizione", dando così il via alle fortune di Napoleone.
La centralissima Rue de Rivoli a Parigi porta ancora oggi il nome della grande vittoria francese.